# Secuestro En Cleveland
Cleveland Abduction es una película para televisión de drama criminal estadounidense de 2015 dirigida por Alex Kalymnios a partir de un guion escrito por Stephen Tolkin. Basado en los secuestros de Ariel Castro, la película está protagonizada por Taryn Manning, Raymond Cruz y Joe Morton. Debutó el 2 de mayo de 2015 en Lifetime.

## Argumento
En Cleveland, Michelle Knight, una madre soltera de 21 años, ha perdido la custodia de su hijo. El 23 de agosto de 2002 Knight se dirigía a la corte cuando aceptó que la llevara su conocido Ariel Castro, quien era padre de un compañero de escuela. Sin embargo, Castro secuestró a Knight y la mantuvo cautiva en su casa. Al encontrar fuerza a través de su fe en Dios y decidida a reunirse con su hijo, Knight se negó a ser derribada por Castro. Poco después, Castro secuestra y viola a dos niñas más, Amanda Berry y Gina DeJesus. Estas chicas también son encarceladas junto con Knight. Se vuelven amigos y compañeros de víctima; se tratan como hermanas a lo largo de sus años de cautiverio.
Cuando Berry quedó embarazada del hijo de Castro, fue Knight quien dio a luz a su bebé, incluso le realizó resucitación cardiopulmonar a la niña bajo la amenaza de que Castro la matara si el hijo de Berry no sobrevivía. A pesar de soportar más de una década de brutalidad y cautiverio, el espíritu de Knight no se rompería ya que su fe frente a lo que una vez pensó que sería una situación desesperada era un testimonio del espíritu humano. El 6 de mayo de 2013, Berry logra escapar de la casa y llega la policía y libera a las mujeres. Knight finalmente tiene la oportunidad de recuperar su vida después de casi 11 años de cautiverio.

## Elenco

### Protagonistas
- Raymond Cruz como Ariel Castro.
- Taryn Manning como Michelle Knight.
- Katie Sarife como Gina DeJesus.
- Samantha Droke como Amanda Berry.
- Pam Grier como Carla.
- Joe Morton como Agente Solano.

### Secundarios
- Jane Mowder como Madre de Michelle.
- Grace Ransom como Emily Castro.
- Kristina Kopf como Trabajadora Social.
- David Manzanares como Michael Santana.
- Sam Porretta como Felix DeJesus.

## Dato interesante
Secuestros de Ariel Castro, el caso en el que se basó el libro en el que se basó esta película, se basó en sí mismo.